# Južne Alpe
Južne Alpe (maorsko Kā Tiritiri o te Moana; uradno Southern Alps / Kā Tiritiri o te Moana) so gorovje, ki se razteza vzdolž večjega dela Južnega otoka Nove Zelandije in doseže največjo višino blizu zahodne strani območja. Ime 'Južne Alpe' se na splošno nanaša na celotno območje, čeprav so številna manjša območja, ki so del tega, dobila ločena imena.
Gorovje vključuje glavno ločnico Južnega otoka, ki ločuje povodje bolj gosto poseljene vzhodne strani otoka od tiste na zahodni obali. Politično razvodnica tvori mejo med regijami Marlborough, Canterbury in Otago na jugovzhodu ter regijama Tasman in West Coast na severozahodu.

## Imena
Maorsko ime območja je Kā Tiritiri o te Moana, kar pomeni 'privid oceana'.
Angleški raziskovalec James Cook je 23. marca 1770 podelil ime Južnim Alpam, ko je občudoval njihovo »izjemno višino«. Pred tem jih je opazil Abel Tasman leta 1642, čigar opis zahodne obale Južnega otoka se pogosto prevaja kot »visoko dvignjena dežela«.
Po sprejetju zakona Ngāi Tahu Claims Settlement Act iz leta 1998 je bilo uradno ime območja posodobljeno v Južne Alpe / Kā Tiritiri o te Moana.

## Geografija
Južne Alpe potekajo približno 500 km severovzhodno proti jugozahodu. Najvišji vrh je Aoraki / Mount Cook, najvišja točka Nove Zelandije s 3724 metri. Južne Alpe vključujejo šestnajst drugih točk, ki presegajo 3000 metrov v višino. Gorske verige so razpolovljene z ledeniškimi dolinami, od katerih so mnoge napolnjene z ledeniškimi jezeri na vzhodni strani, vključno z jezerom Coleridge na severu in jezerom Wakatipu v Otagu na jugu. Po popisu, opravljenem v poznih 1970-ih, je bilo v Južnih Alpah več kot 3000 ledenikov, večjih od enega hektarja, od katerih je najdaljši – Tasmanov ledenik – dolg 23,5 kilometra, ki se je umaknil od nedavnega maksimuma 29 kilometrov v 1960-ih.
Naselja vključujejo Maruya Springs, zdravilišče v bližini prelaza Lewis, mesto Arthur's Pass in vas Mount Cook.
Večja križišča Južnih Alp v cestnem omrežju Nove Zelandije so Lewis Pass (SH 7), Arthur's Pass (SH 73), Haast Pass / Tioripatea (SH 6) in cesto do Milford Sound / Piopiotahi (SH 94).

### Podnebje
Nova Zelandija ima vlažno morsko, zmerno podnebje z Južnimi Alpami, ki ležijo pravokotno na prevladujoč zahodni tok zraka. Letna količina padavin se zelo razlikuje po območju, od 3000 milimetrov na zahodni obali, 15.000 milimetrov blizu glavne ločnice, do 1000 milimetrov 30 kilometrov vzhodno od glavne ločnice. Ta visoka količina padavin pomaga pri rasti ledenikov nad snežno mejo. Velike ledenike in snežna polja lahko najdemo zahodno od ali na glavni razvodnici, z manjšimi ledeniki dlje vzhodno.
Zaradi svoje orientacije pravokotno na prevladujoče zahodne vetrove, območje ustvarja odlične pogoje za dvig valov za jadralne pilote. Mesto Omarama v zavetrju gora je pridobilo mednarodni sloves zaradi pogojev za jadralno letenje. Prevladujoči zahodni vetrovi ustvarjajo tudi vremenski vzorec, znan kot severozahodni lok, v katerem se vlažen zrak potiska nad gore in tvori lok oblakov na sicer modrem nebu. Ta vremenski vzorec je poleti pogosto viden v Canterburyju in Severnem Otagu. 'Nor'wester' je fen veter, podoben Chinooku v Kanadi, kjer gorske verige na poti prevladujočih vetrov, obremenjenih z vlago, silijo zrak navzgor, s čimer ohlajajo zrak in kondenzirajo vlago v dež, kar povzroča vroče suhe vetrove pri spuščanju zračna zavetrje gora.

## Geologija
Južne Alpe ležijo vzdolž meje geološke plošče, ki je del pacifiškega ognjenega obroča, pri čemer se Pacifiška plošča na jugovzhodu potiska proti zahodu in trči v proti severu premikajočo se Indo-avstralsko ploščo na severozahodu. V zadnjih 45 milijonih let je trk potisnil navzgor 20 km debelo kamenje na Pacifiški plošči, da so nastale Alpe, čeprav je bil velik del tega erodiran. Dvigovanje je bilo najhitreje v zadnjih 5 milijonih let, gore pa se še danes dvigujejo zaradi tektonskega pritiska, kar povzroča potrese na Alpskem prelomu in drugih bližnjih prelomih. Kljub znatnemu dvigu je večina relativnega gibanja vzdolž Alpske prelomnice prečna, ne navpična. Vendar se na meji plošče severno in vzhodno od Severnega otoka, v tektonskih jarkih Hikurangi in Kermadec, pojavi pomemben zdrs. Prenos gibanja od zdrsa na alpskem prelomu do gibanja zdrsa v teh subdukcijskih območjih na severu ustvarja prelomni sistem Marlborough, ki je povzročil znatno dviganje v regiji.
Leta 2017 je velika mednarodna skupina znanstvenikov poročala, da so pod Whataroo, majhnim mestecem na Alpski prelomnici, odkrili »ekstremno« hidrotermalno aktivnost, ki bi »lahko bila komercialno zelo pomembna«.

## Rastlinstvo
Gore so bogate z rastlinstvom s približno 25 % rastlinskih vrst v državi, ki jih najdemo nad drevesno mejo v habitatih alpskih rastlin in travnikih z gorskim bukovim gozdom (Nothofagus cliffortioides) na nižjih nadmorskih višinah (na vzhodni strani, vendar ne v Westlandu). Mrzla vetrovna pobočja nad gozdno mejo so prekrita z melišči. Na vzhodu se Alpe spustijo do travišč Canterbury-Otago. Rastline, prilagojene na alpske razmere, vključujejo lesnate grmovnice, kot so Veronikina sekta. Hebe, Dracophyllum in Coprosma, iglavce snežno totaro (Podocarpus nivalis) in trave Carex šaš.

## Živalstvo
Divje živali v gorah so endemični Novozelandski škrab (Xenicus gilviventris). Obstajajo tudi številne endemične žuželke, prilagojene na te visoke nadmorske višine, zlasti muhe, vešče, hrošči in čebele. Bukovi gozdovi nižje lege so pomemben življenjski prostor za dve ptici; veliki pegasti kivi (Apteryx haastii) in novozelandska kaka (Nestor meridionalis meridionalis). Keo je mogoče najti v gozdnatem vznožju, pa tudi v višjih, hladnejših legah. Je edina alpska papiga na svetu, nekoč so jo lovili kot škodljivca.

## Grožnje in ohranjanje
Gore so nedostopne in ohranjajo svojo naravno vegetacijo. Velik delež območja je dobro zaščiten kot del različnih narodnih parkov, zlasti narodni park Westland Tai Poutini, narodni park Mount Aspiring in narodni parki Aoraki / Mount Cook ali zavarovanih območij, kot je gozdni park jezera Sumner. Na avtohtono rastlinstvo vplivajo vnesene živali, kot so navadni jelen (Cervus elaphus), gams (Rupicapra rupicapra) in himalajski tar (Hemitragus jemlahicus), ki so bili včasih tarča izločitve, medtem ko so ptice in plazilci ranljivi za vnesene živali.